# Anita Blonde
Pour les articles homonymes, voir Blond.
Anita Blonde ou Anita Blond, de son vrai nom Anita Hudáček (née le 27 mai 1976 à Budapest), est un mannequin de charme et actrice pornographique hongroise.

## Biographie
Anita Blonde, alias Anita Kelly et Anita Hudacek, débute comme mannequin de charme pour Penthouse. Elle commence sa carrière cinématographique au milieu des années 1990 en Europe, où elle enchaîne les productions allemandes, italiennes et françaises. Sa plastique incite les grands studios américains à l'engager. Elle part donc pour les États-Unis en compagnie de son amie et compatriote Anita Dark. Elle y fait ses débuts d'actrice de films pornographiques dans les productions de Private avec Triple X tout en posant pour des magazines tels que Perfect 10. En couple avec Frank Gun, acteur hongrois de films X, on peut la voir dans des productions telles que Arrowhead ou Apocalypse Climax, films tournés aux Philippines qui mêlent des scènes d'action aux prises de vue pornographiques.
Hotvideo la décrit comme "l'une des stars de l'Est des années 1990". Elle donne ainsi son nom à plusieurs titres de sa production, comme Anita (1996), Anita e la maschera di ferro de Joe D'Amato (1998) ou encore Anita forever (1999), notamment.
Anita Blonde se retire du cinéma pornographique en 2001.
Elle a fait plusieurs apparitions dans le cinéma traditionnel dans Le Vent de la nuit (1999) de Philippe Garrel avec Catherine Deneuve et dans 99 francs de Jan Kounen (2007). En 2008, les téléspectateurs italiens ont pu la voir dans Vita da paparazzo créditée sous le pseudonyme d'Anita Kelli.

## Filmographie

### Actrice
- 1999 : Le Vent de la nuit de Philippe Garrel : la prostituée
- 2007 : 99 francs de Jan Kounen : l'actrice porno — non créditée
- 2008 : Vita da paparazzo de Pier Francesco Pingitore (Téléfim) : Karin — créditée comme Anita Kelli
- 2011 : The Smoking Gun Presents: World's Dumbest de Pier Francesco Pingitore (un épisode) : elle-même

### Actrice pornographique
Elle a prêté son concours à une centaine de films X avec de grands studios comme Elegant Angel, Odyssey, Wicked Pictures, Heatwave, Marc Dorcel, etc.

## Photographie
- Anita Blond Calendario 2006
- Anita Blond Calendario 2007, par Dario Plozzer